# Hombre comiendo judías
Hombre comiendo judías (en italiano, Mangiafagioli) es un cuadro del pintor italiano Annibale Carracci. Está realizado al óleo sobre lienzo. Mide 57 cm de alto y 68 cm de ancho. Fue pintado en 1580 y 1590, probablemente entre 1583 y 1585. Se encuentra en la Galería Colonna de Roma, Italia.
La pintura está relacionada con la contemporánea La carnicería (hoy en Oxford), pues comparte el mismo estilo pintoresco. Carracci se vio influido por la representación de temas cotidianos realizada por Vincenzo Campi y Bartolomeo Passarotti. La representación de estos temas dio lugar a un tipo de cuadro llamado «de género», con precedentes sobre todo en la pintura nórdica: desde las tapicerías franco-flamencas del siglo XV, a pintores como Pieter Aertsen a mediados del siglo XVI.
Se representa a un jornalero o campesino que come un plato de alubias blancas con una cuchara de madera. Frente a él, un pan, un pastel de verduras, un vaso de vino tinto medio vacío y una jarra de barro decorado con rayas verticales.
Queda de manifiesto la habilidad de Carracci de adaptar su estilo, haciéndolo «menor» cuando trata temas «inferiores» como el Mangiafagioli, mientras que en sus obras más académicas (tal como la contemporánea Asunción de la Virgen) era capaz de usar, con la misma facilidad, un estilo más clasicista. Esto es lo verdaderamente sorprendente del cuadro que, de conformidad con su trivial tema, Carracci conscientemente usa capas y trazos gruesos, una composición simple sin perspectiva ni división del espacio.